# Embarcadero West
L’Embarcadero West aujourd'hui appelé 275 Battery Street est un gratte-ciel de 123 mètres de hauteur construit à San Francisco en Californie aux États-Unis en 1989.
Il fait partie du complexe Embarcadero Center qui comprend 6 autres immeubles.
L'architecte est John Portman.